# No Time to Die Original Motion Picture Soundtrack
Die Musik für den Film Keine Zeit zu sterben (Originaltitel No Time to Die) von Cary Joji Fukunaga, den 25. Film aus der James-Bond-Filmreihe, wurde von Hans Zimmer komponiert. Das Soundtrack-Album wurde am 1. Oktober 2021 veröffentlicht. Den Titelsong steuerte Billie Eilish bei.

## Entstehung

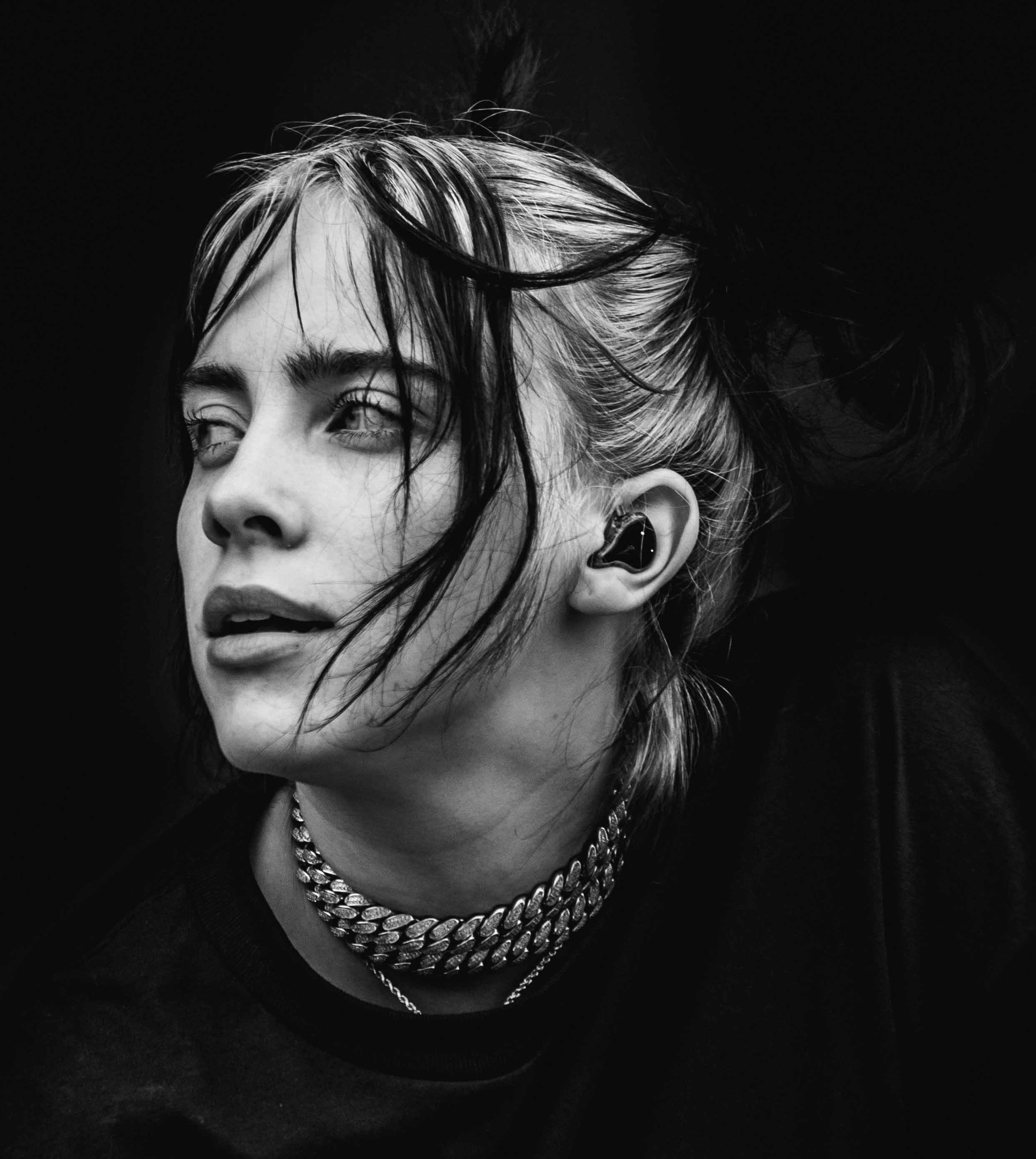
Der Titelsong No Time to Die stammt von Billie Eilish

Im Januar 2020 wurde bekannt, dass Billie Eilish den gleichnamigen Titelsong für den Film No Time to Die übernehmen wird. Sie ist damit die jüngste Künstlerin, die für einen Bond-Film arbeitete. Eilish schrieb den Song gemeinsam mit ihrem Bruder Finneas O’Connell.
Für die restliche Musik arbeitete Hans Zimmer mit Johnny Marr zusammen, der auch als Gitarrist auf dem Album zu hören ist. Ebenfalls beteiligt ist der Filmkomponist und Zimmers langjähriger Kollaborateur Steve Mazzaro. Zimmer ist der sechste nicht aus Großbritannien stammende Komponist, der einen Bond-Film vertonte und gesellt sich damit zu Marvin Hamlisch, Bill Conti, Michael Kamen, Éric Serra und Thomas Newman.

## Veröffentlichung
Billie Eilishs No Time to Die wurde im Februar 2020 veröffentlicht, zwei Monate vor dem ursprünglichen Veröffentlichungstermin des Films im April 2020, der sich später aufgrund der COVID-19-Pandemie verzögerte. Die Live-Premiere des Songs erfolgte am 19. Februar 2020 bei den Brit-Awards.
Das Soundtrack-Album mit insgesamt 21 Musikstücken, darunter der Titelsong, wurde am 1. Oktober 2021 von Decca Records veröffentlicht. Neben einer Veröffentlichung als CD und Download ist auch eine Golden-Vinyl-Edition geplant.

## Titelliste
1. Gun Barrel – 0:56
2. Matera – 1:59
3. Message from an Old Friend – 6:35
4. Square Escape – 2:06
5. Someone Was Here – 2:56
6. Not What I Expected – 1:24
7. What Have You Done? – 2:14
8. Shouldn't We Get to Know Each Other First – 1:21
9. Cuba Chase – 5:40
10. Back to MI6 – 1:30
11. Good to Have You Back – 1:17
12. Lovely to See You Again – 1:25
13. Home – 3:45
14. Norway Chase – 5:06
15. Gearing Up – 2:53
16. Poison Garden – 3:58
17. The Factory – 6:42
18. I'll Be Right Back – 4:59
19. Opening the Doors – 2:44
20. Final Ascent – 7:25
21. No Time to Die – Billie Eilish und Finneas O’Connell – 4:04

In den Soundtrack flossen die Titelmelodie (Good to have you back) und der Song We have all the Time in the World (Matera) aus James Bond 007 – Im Geheimdienst Ihrer Majestät ein. Letzteres läuft zudem im Abspann des Filmes.

## Rezeption

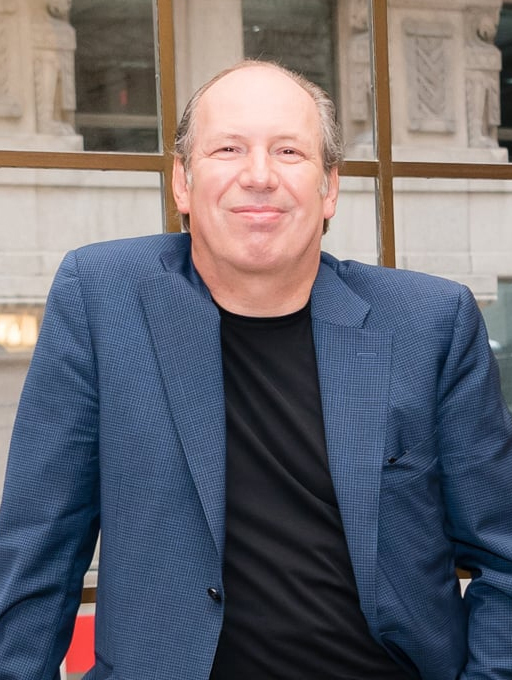
Komponist Hans Zimmer

### Kritiken
Sidney Schering schreibt, Hans Zimmer verleihe Keine Zeit zu sterben alles in allem die angemessene Klangtapete, tonal passend von großen Streicherklängen voller Liebe, Heimlichtuerei und Kummer dominiert. Gleichzeitig sei seine Arbeit für einen der lässigsten Augenblicke voller Leichtigkeit in Daniel Craigs Bond-Ära zuständig: „Ein staubtrocken abgelieferter Oneliner wird mit einem beiläufig erklingenden, halbleise abgemischten Rückgriff auf den ikonischen James-Bond-Gitarrenriff kommentiert, so als wäre er ein Tusch.“

### Charts und Chartplatzierungen
Der Titelsong erreichte nach seiner Veröffentlichung Platz eins der britischen Charts, wobei er im Februar 2020 den vierten Platz der Rolling Stone Top 100 erreichte. Am 8. Oktober 2021 stieg das Album auf Platz 7 in die offiziellen Albumcharts im Vereinigten Königreich ein.

### Auszeichnungen
Der Song No Time To Die befindet sich in einer Shortlist in der Kategorie Bester Song bei der Oscarverleihung 2022, ebenso Zimmers Arbeit in der Kategorie Beste Filmmusik. Im Folgenden weitere Nominierungen und Auszeichnungen.
Critics’ Choice Movie Awards 2022
- Auszeichnung als Bester Song (No Time to Die)

Grammy Awards 2021
- Auszeichnung als „Bester Song geschrieben für visuelle Medien“ (No Time to Die, Billie Eilish und Finneas O’Connell)

Grammy Awards 2023
- Nominierung als Bester komponierter Soundtrack für visuelle Medien (Hans Zimmer)

Hollywood Music in Media Awards 2021
- Nominierung für die „Beste Filmmusik“ – Feature Film (Hans Zimmer)
- Auszeichnung als „Bester Song“ – Feature Film (No Time to Die von Billie Eilish und Finneas O’Connell, gesungen von Billie Eilish)[9][10]

Oscarverleihung 2022
- Auszeichnung als Bester Song (No Time to Die)

Satellite Awards 2021
- Nominierung als Bester Filmsong (No Time to Die, Billie Eilish und Finneas O’Connell)[11]

Society of Composers & Lyricists Awards 2022
- Nominierung als Bester Song (Billie Eilish und Finneas O’Connell)[12]

## Belege
1. 1 2 3 4  Paul Fogarty: No Time to Die soundtrack: Score and theme song explored. In: hitc.com, 30. September 2021.
2. 1 2  Hans Zimmer – “James Bond: No Time to Die” Goldene Vinyl ab sofort vorbestellbar. In: dvd-forum.at, 2. September 2021.
3. 1 2  Saeed Saeed: 'No Time to Die': how a Bond worthy soundtrack was created. In: thenationalnews.com, 1. Oktober 2021.
4. ↑  Hans Zimmer und sein Bond-Soundtrack für „No Time To Die“. In: Rolling Stone, 20. Februar 2020.
5. ↑  Michael Beek: No Time To Die: Everything you need to know about the new James Bond soundtrack. In: classical-music.com, 30. September 2021.
6. ↑  Sidney Schering: James Bond 007: Keine Zeit zu sterben. In: wessels-filmkritik.com, 29. September 2021.
7. ↑  Official Albums Chart Top 100
8. ↑  Original Score & Song Shortlists for 94th Academy Awards Announced. In: filmmusicreporter.com, 21. Dezember 2021.
9. ↑  Paul Grein: Ariana Grande, Beyonce & More Vie for Hollywood Music in Media Awards: Complete Film Nominations List. In: billboard.com, 4. November 2021.
10. ↑  Paul Grein: 'No Time to Die' Wins at 2021 Hollywood Music in Media Awards: Full List of Film Music Winners. In: billboard.com, 17. November 2021.
11. ↑  Jeremy Fuster: 'Power of the Dog' and 'Belfast' Lead Nominations for IPA Satellite Awards. In: thewrap.com, 1. Dezember 2021.
12. ↑  Nominations for 3rd Annual SCL Awards Announced. In: filmmusicreporter.com, 4. Januar 2022.